# Роналдињо
Роналдо де Асис Мореира (порт. Ronaldo de Assis Moreira; Порто Алегре, 21. март 1980), познатији као Роналдињо Гаучо или једноставно Роналдињо, бивши је бразилски фудбалер и амбасадор фудбалског клуба Барселона. Углавном је играо на позицији офанзивног везног, али је такође могао да игра и на позицији нападача и крилног нападача. Играо је у Европи за Пари Сен Жермен, Барселону и Милан. Сматра се једним од најбољих фудбалера своје генерације и једним од најбољих фудбалера свих времена. Двапут је освојио награду ФИФА фудбалер године и једном Златну лопту.
Професионалну каријеру почео је у Гремију 1998, а са 20 година, 2001. прешао је у Пари Сен Жермен. Године 2003. прешао је у Барселону. у својој другој сезони у клубу, освојио је своју прву награду за ФИФА фудбалера године, након што је Барселона освојила Ла лигу. Сезона 2005/06. сматра се једном од најбољих сезона у његовој каријери; освојио је са Барселоном Лигу шампиона 2006, прву за клуб након 14 година, као и титулу у Ла лиги, другу узастопну. Након што је постигао два гола у Ел Класику, постао је други фудбалер Барселоне који је добио велики аплауз и овације од стране навијача Реал Мадрида на стадиону Сантијаго Бернабеу, након Дијега Марадоне 1983. У истој сезони, проглашен је за ФИФА фудбалера године по други пут, а такође је добио и Златну лопту.
Након другог мјеста у Ла лиги у сезони 2006/07 и сезоне 2007/08, у којој је већину времена био повријеђен, прешао је у Милан, гдје је у својој првој сезони играо заједно са још два добитника Златне лопте — Андријем Шевченком и Дејвидом Бекамом. Освојио је Серију А у сезони 2010/11, у којој је постигао један гол на 14 утакмица. Након три године, 2011. се вратио у Бразил, гдје је потписао уговор са Фламенгом. Годину касније прешао је у Атлетико Минеиро, са којим је освојио Копа Либертадорес 2013, након чега је прешао у мексички Кератаро. Године 2015. прешао је у Флуминенсе, гдје је и завршио каријеру. Током каријере, добио је више других индивидуалних награда. Изабран је у УЕФА и ФИФА тим године по три пута, проглашен је за најбољег фудбалера у Европи 2006. и за најбољег фудбалера у Јужној Америци 2013, када је такође изабран у клуб ФИФА 100 најбољих живих фудбалера свих времена.
За репрезентацију Бразила одиграо је 97 утакмица и постигао је 33 гола; наступао је на два Свјетска првенства. Био је члан репрезентације Бразила која је освојила титулу на Свјетском првенству 2002 у Јапану и Јужној Кореји, гдје је чинио нападачки трио заједно са Роналдом и Ривалдом. Постигао је два гола и двије асистенције и изабран је у идеални тим првенства. Као капитен репрезентације, предводио је Бразил до друге титуле на Купу конфедерација 2005, а проглашен је за играча утакмице у финалу. На турниру је постигао три гола, чиме је дошао до укупно девет на Купу конфедерација, изједначивши се тако на врху листе стријелаца са Мексиканцем Куаутемоком Бланком.

## Дјетињство и приватни живот
Роналдо де Асис Мореира је рођен у Порто Алегреу, главном граду савезне државе Рио Гранде до Сул. Његова мајка, Мигуелина, је бивша продавачица, по струци медицинска сестра. Његов отац, Жоао де Асис Мореира, био је радник бродоградилишта и фудбалер у локалном клубу Еспорте клуб Крузеиро (не помијешати са већим и познатијим клубом — Крузеиро клуб Еспорте).
Након што је његов старији брат, Роберто, потписао за Гремио, породица се преселила у други крај Порто Алегреа, што је био поклон Гремија како би убиједили Роберта да остане у клубу. Ипак, Ровертова каријера је кратко трајала, морао је да је прекине због повреде. Када је Роналдињо имао осам година, његов отац је ударио главу и удавио се у базену. Данас, Роберто је Роналдињов менаџер, док је њихова сестра Дејзи, Роналдињов координатор за односе са медијима.
Роналдова фудбалска вјештина почела је да се развија са осам година, а у клубу је добио надимак Роналдињо, што значи мали Роналдо, јер је обично био најмлађи и најмањи играч у утакмицама младих тимова. Почео је да се интересује за футсал и фудбал на плажи, што је касније довело до интересовања за организованији фудбал. Већина његових потеза потиче од футсала, нарочито контрола лопте. Први пут се нашао у пажњи медија са 13 година, након што је постигао сва 23 гола у побједи свог тима од 23:0 против локалног клуба. Роналдињо је означен као звијезда у успону на Свјетском првенству за играче до 17 година 1997 у Египту, на којем је постигао два гола, оба из једанаестерца.
Док је био мали, његови идоли били су освајачи Свјетског првенства, Ривелино (1970), Дијего Армандо Марадона (1986) и Ромарио (1994), као двојица његових будућих саиграча у репрезентацији — Роналдо и Ривалдо, са којима је формирао нападачки трио и освојио Свјетско првенство 2002. Постао је отац по први пут 25. фебруара 2005. године, са бразилском плесачицом Јанаином Мендес; сину је дао име Жоао, по свом оцу. Године 2007. добио је шпанско држављанство. У марту 2018. постао је члан Републиканске партије Бразила, која је повезана са црквом Царства Божијег, која је евангелистичка хришћанска деноминација. На изборима 2018, подржао је кандидатуру Жаира Болсонара за предсједника.
У марту 2020, ухапшен је у Парагвају, заједно са братом Робертом, због тога што су у државу ушли са лажним пасошима. Пасоши су им одузети у мају 2019. године, након што је Роналдињо осуђен да плати два милиона долара јер је без дозволе изградио платформу за пецање и сидриште за чамце на ријеци Гвалба у Порто Алегреу.

## Клупска каријера

### Почетак каријере и Пари Сен Жермен
Роналдињо је каријеру почео у омладинском тиму Гремија, под тренером Челсом Ротом. Деби у међународним утакмицама је имао 1998. на Копа либертадоресу. Арсенал је 2001. изразио интерес за потписивање уговора са Роналдињом, али је уговор пропао јер Роналдињо није имао довољно међународних утакмица за добијање радне дозволе, након чега је потписао петогодишњи уговор са Пари Сен Жерменом.
Током сезоне 2001/2002, менаџер ПСЖ-а Луис Фернандез тврдио је да је Роналдињо био више фокусиран на париски ноћни живот него на фудбал, и жалио се да се Роналдињови одмори у Бразилу никада не завршавају у заказано вријеме. Мање од двије године од потписивања уговора са ПСЖ-ом, 2003, Роналдињо је саопштио да жели да напусти клуб, који није успио да се квалификује за европска такмичења.

### Барселона
Дана 19. јула 2003, прешао је у Барселону, за 27 милиона евра. Председник Барселоне Жоан Лапорта је првобитно обећао да доведе Дејвида Бекама у клуб, али је услиједио Бекамов трансфер у Реал Мадрид. Барселона се потом укључила у борбу за Роналдиња против Манчестер јунајтед и побиједила.
Роналдињо је дебитовао за Барселону у пријатељској утакмици против Милана, на стадиону РФК у Вашингтону, САД, када је дао један гол за побједу од 2:0. Након проблема са повредом током прве половине сезоне, вратио се у клуб и помогао освајању другог мјеста.
Прву титулу освојио је у сезони 2004/2005, када је са Барселоном освојио Шпанску Примеру, и проглашен је за ФИФА фудбалера године 20. децембра 2004. Барселона је 8. марта 2005. елиминисана из Лиге шампиона од Челсија у осмини финала, када је Роналдињо дао оба гола у поразу Барселоне од 4:2.
До краја сезоне 2004/05, Роналдињо је почео гомилати појединачне награде. Освојио је титулу ФИФА фудбалер године у септембру 2005, Европски фудбалер године и поново је проглашен за најбољег играча на свијету са 956 бодова, са троструко више бодова у односу на другопласираног — Енглеза Френка Лампарда (306).
Дана 19. новембра 2005, Роналдињо је постигао један гол када је Барселона побиједила Реал Мадрид 3:0 у Ел класику. По трећи пут нашао се у идеалном тиму УЕФЕ, у јануару 2006.
Барселона је елиминисала Бенфику у четвртфиналу Лиге шампионе 2005/06 са 2:0 на Камп ноу, уз Роналдињов гол после промашеног пенала.
Након побједе 1:0 над Миланом у полуфиналу, уз Роналдињову асистенцију, Барселона је стигла до финала Лиге шампиона. У финалу, побиједила је Арсеналом са 2:1 и освојила титулу, прву након 14 година. Две недеље раније, Барселона је освојила по други пут заредом Примеру побједом против Селте од 1:0. Роналдињо је сезону завршио са 26 голова у свим такмичењима и проглашен је за најбољег играча Лиге шампиона 2005/06.
Роналдињо је завршио као трећепласирани у борби за најбољег фудбалера свијета 2006. иза Фабија Канавара и Зинедина Зидана. Његово име се нашло по трећи пут у УЕФА Тиму године у јануару 2007, са највећим бројем гласова (290.000).
Своју 200. утакмицу за Барселону је одиграо против Осасуне 3. фебруара 2008. Међутим, повриједио је десну ногу и завршио сезону 3. априла. 19. маја, Лапорта је изјавио да је Роналдињу потребан „нови изазов“, тврдећи да је потребан нови клуб. Власник Манчестер Ситија, Таксин Шинаватра, потврдио је 6. јуна интересовање да га доводе на Острво.

### Милан
Роналдињо је одбио понуду Манчестер Ситија и изјавио да ће се придружити редовима италијанског Милана. Потписао је трогодишњи уговор за Милан, након што га је Барселона продала за 21 милион евра. Пошто је у Милану Холанђанин Кларенс Седорф носио број 10 на свом дресу, Роналдињо је изабрао број 80 по својој години рођења.
Свој први гол за Милан је постигао у градском дербију, у побједи над Интером са 1:0, 28. септембра 2008.

### Фламенго
Дана 11. јануара 2011. потписао је уговор са Фламенгом до 2014. године. Дочекан је пред више од 20.000 навијача на његовом представљању у Фламенгу 13. јануара 2011.

## Репрезентација
У септембру 1997, Роналдињо је освојио Свјетско првенство у фудбалу за играче до 17 година са репрезентацијом Бразила.
Дана 26. јуна 1999. дебитовао је за бразилску А репрезентацију против Летоније. Свој први гол постигао је на свом другом наступу у дресу Бразила против Венецуеле, 30. јуна 1999. године. У јулу 1999, освојио је са Бразилом Копа Америку, а у августу 1999. друго мјесто на Купу конфедерација.
Током Свјетског првенства 2002, Роналдињо је постао свјетска звијезда, добио је црвени картон у полуфиналу, али му је омогућено да се врати у стартну поставу за финале, када је Бразил побиједио Њемачку са 2:0.
На Свјетском првенству 2006, Роналдињо је разочарао са генерално слабијим бразилским тимом у односу на претходне шампионате, када су већ у четвртфиналу испали од касније другопласиране Француске.
Роналдињо је учествовао на Олимпијским играма 2000 и 2008. На Играма 2000, Бразил је испао у четвртфиналу од Камеруна, који је касније освојио прво мјесто, док је 2008, постигао три гола током турнира и освојио је бронзану медаљу са својом репрезентацијом.

## Стил игре
Роналдињо је означен као један од најбољих и технички најкомплетнији фудбалер своје генерације. С обзиром на његову способност да постиже и креира голове, био је способан да игра на више позиција у нападу, укључујући и позиције крилног и централног нападача. Током каријере развио је способност да игра као централни и крилни нападач, иако је углавном играо као плејмејкер, на позицији офанзивног везног. Иако је примарно био креативни играч, такође је био добар стријелац, са обје ноге, унутар и изван шеснаестерца, а био је и специјалиста за слободне ударце и једанаестерце. Током каријере, углавном је био хваљен због своје технике и креативности; с обзиром на брзину, способност, баланс, контролу лопте и дриблинге, био је способан да да побиједи играче индивидуалним продорима, обично користећи финте у ситуацији један на један. Међу бројним његовим потезима,  Роналдињо је био један од најбољих играча који су користили потез назван еластико, лажно кретање у једну страну да би се противник збунио. Потез је научио гледајући клипове свог идола — Ривелина. У неким областима у Африци, нарочито у Нигерији, потез се зове гаучо, по Роналдињу, због његове улоге у популаризацији потеза.
ESPN је описао Роналдиња као природно талентованог, његове трикове као непланиране, изванредног са лоптом у ногама, као једног од најсмиренијих под притиском, изузетно брзог, дрског, вјештог, лукавог и неспутаног плејмејкера, који доноси много голова, асистенција и велики репертоар потеза. Златан Ибрахимовић је изјавио о Роналдињу: „Роналдињо је био феноменалан. Због њега су његови противници изгледали као дјеца.“ Бивши португалски фудбалер — Руи Коста рекао је о Роналдињу: „Нема много фудбалера који могу да упуте падове за гол толико често као што он може. Просто је изванредан. Он је риједак примјер асистента који може да обезбиједи лопту из свих позиција.“
У периоду у којем је био на врхунцу и добио двије награде за ФИФА фудбалера године и једну златну лопту, критикован је у медијима због недостатка дисциплине на тренингу, као и због начина живота ван терена, што неки сматрају да је имало утицаја на дужину трајања каријере на највећем нивоу. Описавши га као „бразилског генија дјечијег лика који никада није одрастао“, Тим Викери, је написао да је можда смрт његовог оца у раном дјетињству утицала на то да Роналдињо престане да се жртвује како би остао на врхунцу, већ је једноставно хтио да „ужива у животу који је кратак и може да се заврши неочекивано“.

## Ван фудбала
Роналдињо је сарађивао са многим компанијама, као што су најк, пепси, кока-кола, EA Sports, гаторејд и даноне. Као један од најплаћенијих фудбалера на свијету, 2006. је зарадио преко 19 милиона долара од спонзорских уговора.Током већег дијела каријере имао је уговор са пепсијем и појављивао се у рекламама заједно са Дејвидом Бекамом, Тијеријем Анријем и Лионеом Месијем, али је 2011. потписао уговор са кока колом, који је прекинут у јулу 2012. када је виђен како пије пепси на конференцији за новинаре.
Нашао се у више издања фудбалске игрице ФИФА, док се на омоту игрице појавио у ФИФИ 2004, заједно са Тијеријем Анријем и Алесандром дел Пјером; док је на омоту игрица ФИФА 2006, ФИФА 2007, ФИФА 2008 и ФИФА 2009 био заједно са Вејном Рунијем. На почетку каријере, потписао је десетогодишњи уговор са компанијом најк и носио је модел најк темпо 10, који је био посебно дизајниран за њега. Појавио се у многим рекламама за најк, укључујући и рекламу 2002 — Тајни турнир, коју је режирао Тери Гилијам. Његова реклама за најк 2005, када му је дат нови пар копачки, након чега је жонглирао лопту, а затим је изгледало као да је непрестано шутира преко пречке, а потом је прима а да лопта не додирне земљу, постао је виралан на сајту YouTube, поставши први њихов видео који је достигао милион прегледа, као и најгледанији видео на YouTube-у 2005. године. Његова реклама за најк 2010, под називом Напиши будућност, коју је режирао Алехандро Гонзалес Ињариту, на којој изводи више финти како би заварао противничког играча, постао је виралан, који је погледан и подијељен више милиона пута.
Воштана скулптура Роналдиња откривена је у музеју воштаних фигура Мадам Тисо у Хонг Конгу у децембру 2007. године. Преузео је званичну улогу у УНИЦЕФ-у, дјечијој фондацији Уједињених нација, од 2006. Године 2011, ангажован је од стране програма Уједињених нација против ХИВ-а, како би подигао свјесност међу младима о болести и како је избјећи. У марту 2015. био је шести најпопуларнији спортиста на In Фејсбуку, иза Кристијана Роналда, Лионела Месија, Дејвида Бекама, Нејмара и Каке, са 31 милионом пратилаца. Такође има преко 40 милиона пратилаца на Инстаграму.
У јулу 2019. године, конфисковано му је 57 некретнина, као и бразилски и шпански пасош, због неплаћених пореза и такси. У марту 2020. ухапшен је у Парагвају због оптужби да је ушао у државу са лажним пасошем, на којем је стајало да је држављанин Парагваја. Са њим је ухапшен и његов брат Роберто. У затвору, учествовао је у футсал утакмици у којој је његов тим побиједио 11:2; Роналдињо је постигао пет голова и уписао шест асистенција.

## Статистика каријере

### Клубови
Извор:
| Клуб              | Сезона            | Лига              | Лига    | Лига   | Куп     | Куп    | Континентална такмичења | Континентална такмичења | Остало  | Остало | Укупно  | Укупно |
| Клуб              | Сезона            | Лига              | Наступи | Голови | Наступи | Голови | Наступи                 | Голови                  | Наступи | Голови | Наступи | Голови |
| ----------------- | ----------------- | ----------------- | ------- | ------ | ------- | ------ | ----------------------- | ----------------------- | ------- | ------ | ------- | ------ |
| Гремио            | 1998              | Бразилеирао       | 14      | 1      | 2       | 0      | 15                      | 3                       | 17      | 4      | 48      | 8      |
| Гремио            | 1999              | Бразилеирао       | 17      | 6      | 3       | 0      | 4                       | 2                       | 24      | 15     | 48      | 23     |
| Гремио            | 2000              | Бразилеирао       | 21      | 14     | 6       | 6      | —                       | —                       | 22      | 21     | 49      | 41     |
| Гремио            | Укупно            | Укупно            | 52      | 21     | 11      | 6      | 19                      | 5                       | 63      | 40     | 145     | 72     |
| Пари Сен Жермен   | 2001/02           | Лига 1            | 28      | 9      | 6       | 2      | 6                       | 2                       | —       | —      | 40      | 13     |
| Пари Сен Жермен   | 2002/03           | Лига 1            | 27      | 8      | 6       | 3      | 4                       | 1                       | —       | —      | 37      | 12     |
| Пари Сен Жермен   | Укупно            | Укупно            | 55      | 17     | 12      | 5      | 10                      | 3                       | —       | —      | 77      | 25     |
| Барселона         | 2003/04           | Ла лига           | 32      | 15     | 6       | 3      | 7                       | 4                       | —       | —      | 45      | 22     |
| Барселона         | 2004/05           | Ла лига           | 35      | 9      | 0       | 0      | 7                       | 4                       | —       | —      | 42      | 13     |
| Барселона         | 2005/06           | Ла лига           | 29      | 17     | 2       | 1      | 12                      | 7                       | 2       | 1      | 45      | 26     |
| Барселона         | 2006/07           | Ла лига           | 32      | 21     | 4       | 0      | 11                      | 3                       | 2       | 0      | 49      | 24     |
| Барселона         | 2007/08           | Ла лига           | 17      | 8      | 1       | 0      | 8                       | 1                       | —       | —      | 26      | 9      |
| Барселона         | Укупно            | Укупно            | 145     | 70     | 13      | 4      | 45                      | 19                      | 4       | 1      | 207     | 94     |
| Милан             | 2008/09           | Серија А          | 29      | 8      | 1       | 0      | 6                       | 2                       | —       | —      | 36      | 10     |
| Милан             | 2009/10           | Серија А          | 36      | 12     | 0       | 0      | 7                       | 3                       | —       | —      | 43      | 15     |
| Милан             | 2010/11           | Серија А          | 11      | 0      | 0       | 0      | 5                       | 1                       | —       | —      | 16      | 1      |
| Милан             | Укупно            | Укупно            | 76      | 20     | 1       | 0      | 18                      | 6                       | —       | —      | 95      | 26     |
| Фламенго          | 2011              | Бразилеирао       | 31      | 14     | 5       | 1      | 3                       | 2                       | 13      | 4      | 52      | 21     |
| Фламенго          | 2012              | Бразилеирао       | 2       | 1      | 0       | 0      | 8                       | 2                       | 10      | 4      | 20      | 7      |
| Фламенго          | Укупно            | Укупно            | 33      | 15     | 5       | 1      | 11                      | 4                       | 23      | 8      | 72      | 28     |
| Атлетико Минеиро  | 2012              | Бразилеирао       | 32      | 9      | 0       | 0      | —                       | —                       | —       | —      | 32      | 9      |
| Атлетико Минеиро  | 2013              | Бразилеирао       | 14      | 7      | 2       | 0      | 14                      | 4                       | 8       | 6      | 38      | 17     |
| Атлетико Минеиро  | 2014              | Бразилеирао       | 2       | 0      | —       | —      | 9                       | 1                       | 4       | 0      | 15      | 1      |
| Атлетико Минеиро  | Укупно            | Укупно            | 48      | 16     | 2       | 0      | 23                      | 5                       | 12      | 6      | 85      | 27     |
| Каретаро          | 2014/15           | Прва лига Мексика | 25      | 8      | 4       | 0      | —                       | —                       | —       | —      | 29      | 8      |
| Флуминенсе        | 2015              | Бразилеирао       | 7       | 0      | 2       | 0      | —                       | —                       | —       | —      | 9       | 0      |
| Укупно у каријери | Укупно у каријери | Укупно у каријери | 441     | 167    | 50      | 16     | 126                     | 42                      | 102     | 55     | 719     | 280    |

### Репрезентација
Извор:
| Репрезентација | Године | Наступи | Голови |
| -------------- | ------ | ------- | ------ |
| Бразил         | 1999   | 13      | 7      |
| Бразил         | 2000   | 5       | 1      |
| Бразил         | 2001   | 4       | 1      |
| Бразил         | 2002   | 10      | 4      |
| Бразил         | 2003   | 8       | 2      |
| Бразил         | 2004   | 10      | 6      |
| Бразил         | 2005   | 12      | 6      |
| Бразил         | 2006   | 9       | 0      |
| Бразил         | 2007   | 11      | 5      |
| Бразил         | 2008   | 2       | 0      |
| Бразил         | 2009   | 3       | 0      |
| Бразил         | 2010   | 1       | 0      |
| Бразил         | 2011   | 5       | 1      |
| Бразил         | 2012   | 1       | 0      |
| Бразил         | 2013   | 3       | 0      |
| Укупно         | Укупно | 97      | 33     |

## Успјеси

### Клупски
Гремио
- Првенство Гаушо: 1999.
- Куп Сул-Минас: 1999.

Пари Сен Жермен
- Интертото куп: 2001.[60]

Барселона
- Ла лига: 2004/05, 2005/06.[61]
- Суперкуп Шпаније: 2005, 2006.[62]
- Лига шампиона: 2005/06.[63]

Милан
- Серија А: 2010/11.

Фламенго
- Првенство Рио де Жанеира: 2011.
- Куп Рио де Жанеира: 2011.
- Трофеј Рија: 2011.

Атлетико Минеиро
- Првенство Минеира: 2013.
- Копа Либертадорес: 2013.
- Рекопа Судамерикана: 2014.

### Репрезентација
Бразил:
- Копа Америка: 1999.
- Свјетско првенство: 2002.
- Куп конфедерација: 2005.
- Свјетско првенство до 17 година: 1997.
- Бронзана медаља на Олимпијским играма: 2008.
- КОНМЕБОЛ Олимпијски турнир: 2000.

### Индивидуално
- Златна лопта на Купу конфедерација: 1999[68]
- Златна копачка на Купу конфедерација: 1999[68]
- Јужноафрички тим године: 1999[69]
- Златна лопта у првенству Бразила: 2000, 2011, 2012[70]
- Ол стар тим на Свјетском првенству: 2002
- Лига 1 гол године: 2003[71]
- Ла лига најбољи страни фудбалер: 2003/04, 2005/06[72]
- Трофеј Ефе најбољи латиноамерички фудбалер Ла лиге: 2003/04
- ФИФА фудбалер године: 2004, 2005[73]
- УЕФА тим године: 2004, 2005, 2006[74][75][76]
- Фудбалер године часописа Ворлд сокер: 2004, 2005[77]
- УЕФА најбољи нападач: 2004/05[78]
- Куп конфедерација бронзана лопта: 2005
- Златна лопта: 2005[79]
- Најбољи фудбалер у Европи по избору часописа Онзе мондијал: 2005[80]
- ФИФПро фудбалер године: 2005, 2006[81][82]
- ФИФПро најбољих 11: 2005, 2006, 2007[83][84][85]
- УЕФА фудбалер године: 2005/06[78]
- Најбољи асистент Ла лиге: 2005/06[86]
- Најбољи асистент Лиге шампиона: 2005/06[87]
- Бронзана лопта на Свјетском клупском првенству: 2006
- ФИФА фудбалер године бронзана медаља: 2006[73]
- Златно стопало: 2009[88]
- Тим деценије: 2009[89]
- Најбољи асистент Серије А: 2009/10[90]
- Тим године Бразилске Серије А: 2011, 2012[91][92]
- Најбољи фудбалер бразилске Серије А по избору навијача: 2012
- Најбољи асистент бразилске Серије А: 2012[93]
- Најбољи фудбалер бразилске Серије А: 2012[94]
- Најбољи асистент Копа Либертадореса: 2012, 2013[95][96]
- Јужноамерички фудбалер године: 2013[97]
- УЕФА ултимативни тим године (2001—2015)[98]
- ФИФА 100[99][100]
- Кућа славних бразилског фудбала[101][102]
- Кућа славних Милана[103]